# Carme Gràcia Beneyto
Carme Gràcia Beneyto (València, 29 de maig de 1947) és una historiadora de l'art especialitzada en els segles XIX i XX, l'art valencià, l'art natura i l'ecoart.
Va doctorar-se cum laude per la Universitat de València l'any 1973 i va continuar la seva formació a l'estranger gràcies a diverses beques d'investigació nacionals i internacionals, que li van permetre especialitzar-se en art i crítica del segle xix a la Universitat d'Oxford durant els anys 1982 i 1983, i treballar com a investigadora a l'Institut d'Història de l'Art de Florència, al Museu d'Orsay de París, i a la Hispanic Society of America de Nova York.
Entre els anys 1990 i 1993 va ser directora del Museu de Belles Arts de València, càrrec que va començar a desenvolupar paral·lelament amb la direcció de l'Institut d'Art de la Institució Valenciana d'Estudis i Investigació de la Generalitat Valenciana (1990-1995), i la càtedra d'història de l'art de la Universitat de València (1990-2013).
De l'any 1996 al 2005 va ser col·laboradora de la Col·lecció Carmen Thyssen-Bornemisza, de la qual va elaborar més de setanta catàlegs d'exposicions. També va comissariar diverses exposicions al Museu de Belles Arts de València, a la Fundación Bancaixa de València, a la Diputació de València, i a nivell internacional al Museu d'Art Modern de Hokkaido, el Museu d'Art de Hakodate, i el Museu de Belles Arts de Kyoto (Japó), l'Institut Hispànic de Nova York i l'Institut d'Arts de Detroit (EUA,) i el Museu de Belles Arts de San Carlos (Mèxic).
Ha col·laborat en diverses publicacions especialitzades en història de l'art i de divulgació cultural com ara Ars Longa, Descubrir el Arte, El Temps o Serra d'Or. També ha participat en seminaris i congressos internacionals.
Des de l'any 2002 és membre numerària de la secció històrico-arqueològica de l'Institut d'Estudis Catalans.

## Obra
Monografies
- 1977 Iconografía infantil en la pintura valenciana
- 1986 El Tribunal de las Aguas. Ferrándiz ante la modernidad
- 1987 Las pensiones de pintura de la Diputación de Valencia
- 1987 Las pensiones de escultura y grabado de la Diputación de Valencia
- 1991 Mirando una época. La pintura en la Diputación de Valencia de 1860 a 1936
- 1992 Valencian painters, 1860-1936. From the Collection of the Diputación de Valencia
- 1995 Història de l'art valencià
- 1998 Arte valenciano
- 2000 Història de l'art del segle XIX
- 2000 La imagen del pensamiento. El paisaje en Ignacio Pinazo
- 2002 Pars pro toto. La fragmentació a l'obra de Boix (1964-1977)

En col·laboració
- 1981 I. Pinazo (1849-1916)
- 1982 William Blake
- 1987 Historia del arte valenciano, vol. V
- 1989 The painter Joaquín Sorolla
- 1992 Sorolla en Guipúzcoa
- 1992 La imatge de la música en Sant Pius V
- 1993 Sorolla el pintor de la luz
- 1993 Imágenes de un coloso. El mar en la pintura española
- 1993 Cecilio Pla
- 1994 1880-1980. Un segle de pintura valenciana. Intuïcions i propostes
- 1995 Pintura y música en el Museo San Pío
- 1997 Del oficio al mito. El actor en sus documentos
- 1998 Francisco Domingo
- 1998 Història de l'art al País Valencià
- 2000 Ciutat assetjada
- 2000 1898. Entre la crisi d'identitat i la modernització
- 2002 El Modernisme a l'entorn de l'arquitectura
- 2003 Matilde Alonso Salvador. Veintisiete mujeres y un gato
- 2004 Estudis d'història agrària. Homenatge al Dr. Emili Giralt i Raventós
- 2005 Historia de la ciudad. IV memoria urbana, ICARO.CTAV
- 2005 Manuel Benedito. Pintor
- 2006 Creadores solidàries amb Rudraksha